# Pomander
Pomander o también poma de olor era un amuleto oloroso colgado del cuello o la cintura y que fue usado durante la Edad Media y el Renacimiento. Su nombre proviene de su denominación en francés,  pomme d'ambre, que significa pomo (fruto) de ámbar, referido al ámbar gris, substancia de origen animal y olor agradable
El pomander consistía en una forma de recipiente esférico, una especie de vasija perforada y cerrada que contenía plantas aromáticas y esencias, estaba realizada con diversos materiales y en su interior se ponías sustancias fragantes.

## Tipos
Tanto las mujeres como los hombres llevaban pomanders. Los más simples podían ser de madera, mientras que los nobles o la realeza tenían otros muy elaborados trabajadas a base de plata u oro y adornados con piedras preciosas y grabadas con ricos diseños. En su interior se colocaban esencias con varios olores diferentes. Una de las especias más utilizadas eran el clavo,  al ámbar,...
En la actualidad, las empresas de joyería continúan fabricando pomanders, en el que se mezclan la joya y el aroma.

## Historia
Edmund Launert comenta que no se sabe con certeza cuándo llegó el pomander a Europa desde el mundo árabe, pero su primera mención en la literatura es a mediados del siglo XIII (Launert 1987: 17).